# Zum Arabischen Coffe Baum

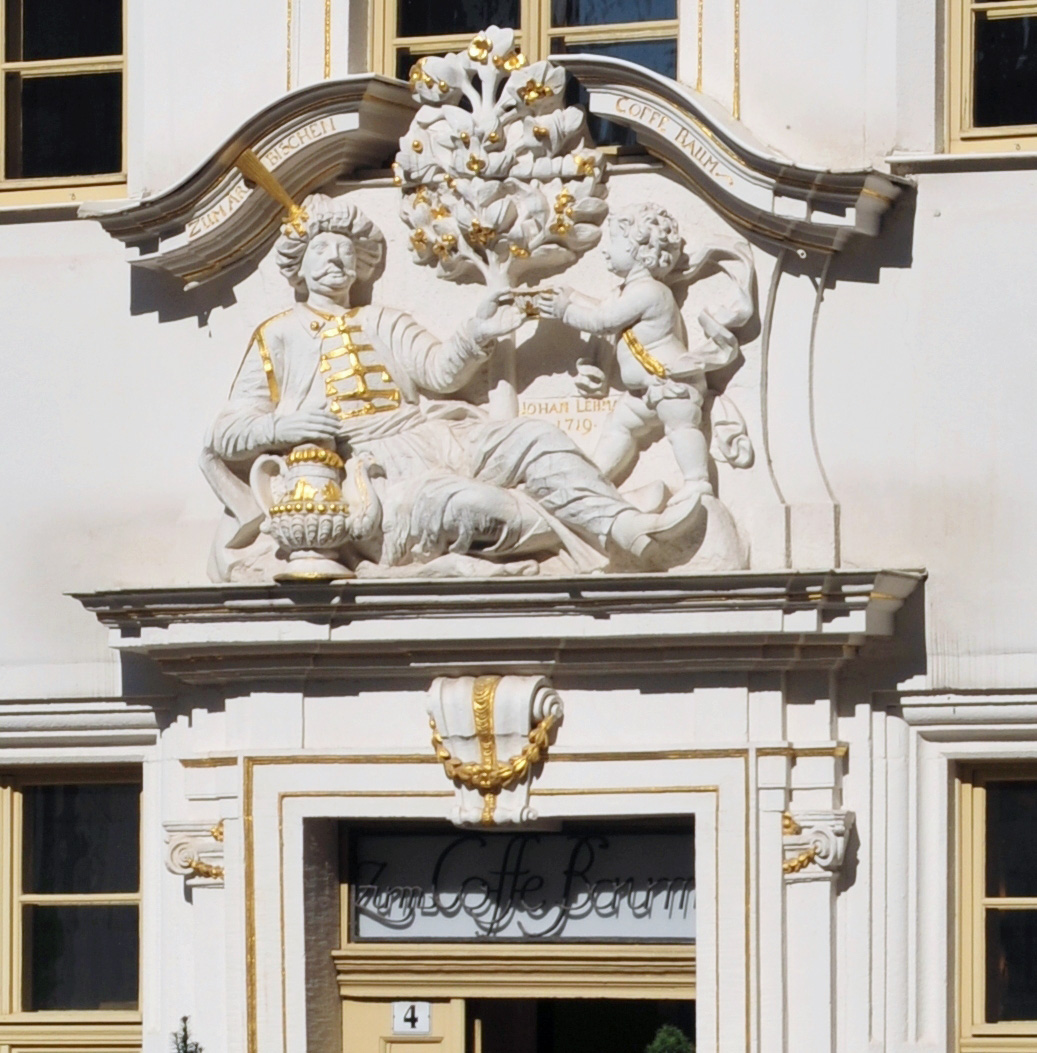
Das Portalrelief des Hauses (2009)

Zum Arabischen Coffe Baum ist ein Leipziger Kaffeehaus in der Kleinen Fleischergasse 4. Es ist ein kultur- und kunstgeschichtliches Baudenkmal und steht unter Denkmalschutz. Seit 1711 wurde hier nachweislich Kaffee ausgeschenkt. Damit zählt es neben dem Café Procope in Paris zu Europas ältesten durchgehend betriebenen Kaffeeschenken. Zahlreiche Prominente besuchten das Lokal regelmäßig, so trafen sich z. B. seit dem Jahr 1833 Robert Schumann (1810–1856) und seine Davidsbündler zum Stammtisch im Coffe Baum. Seit Ende Dezember 2018 war es wegen Umbauarbeiten geschlossen. Im April 2025 wurde es nach Sanierungsarbeiten mit Kosten in Höhe von 3,8 Mio. Euro für Gäste wieder eröffnet.

## Geschichte
Im Jahre 1556 wurde das an der Kleinen Fleischergasse stehende Hinterhaus des Grundstücks in der Hainstraße 1 von diesem abgetrennt und als selbständiges Bürgerhaus unter dem Namen „Zum Arabischen Coffe Baum“ zum ersten Mal erwähnt. Es erhielt auch das Schankrecht. Für das Jahr 1711 wird berichtet, dass der Besitzer, der Goldplättner Adam Heinrich Schütz, auch Kaffee ausschenkte. 1716 heiratete in zweiter Ehe der 51-jährige Hofschokoladier Johann Lehmann Schützens siebzehnjährige Tochter Johanna Elisabeth und kaufte 1717 vom Schwiegervater und den Geschwistern der Frau das Haus an der Kleinen Fleischergasse. Lehmann hatte zuvor einen Kaffeeschank am Markt betrieben. Er erhielt vom Rat der Stadt die Erlaubnis, in der Kleinen Fleischergasse Tee, Kaffee und Schokolade auszuschenken.

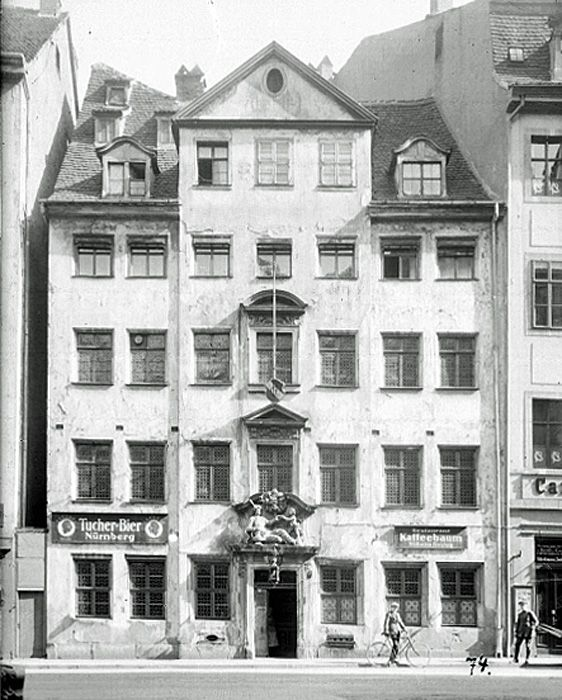
Der Coffe Baum (1924)

Ab 1718/1719 ließ er das Haus durch den Leipziger Maurermeister Adam Jacob umbauen und aufstocken. Für die Gestaltung der barocken Fassade wird auch der Baumeister Christian Döring (1677–1750) genannt. Nunmehr führte das Haus den Namen Coffee Baum. Der Name Zum Arabischen Coffe Baum taucht im Leipziger Adressbuch 1914 erstmals auf. Inwieweit der Kaffeebaum in Apels Garten, der aber erst 1723 zum ersten Male blühte, zur Namensfindung beigetragen hat, ist nicht bekannt. Die Neueröffnung des Cafés erlebte Johann Lehmann nicht, er starb im Juli 1719.
Die Leitung des Cafés übernahm seine Witwe, vermutlich unterstützt von ihrem Vater, der noch am Leben war. Nach 1742 war Johanna Rosina Külbel Besitzerin, die älteste Schwester von Johanna Elisabeth Lehmann. Sie schenkte nun auch Bier aus.
Im Jahr 1993 erwarb die Stadt Leipzig das Gebäude und veranlasste eine umfassende Sanierung, nach welcher das Haus am 2. November 1998 wiedereröffnet wurde, nunmehr mit einem vom Stadtgeschichtlichen Museum betreuten Kaffeemuseum. 2019 wurde eine neuerliche Schließung notwendig, da mit einem Betreiberwechsel eine Angleichung der technischen Gegebenheiten an die aktuellen Anforderungen erforderlich wurde. Im Dezember 2021 beschloss der Stadtrat eine Teilmodernisierung inklusive Entfernung des Hausschwamms, Umbau von Küche und Sanitäranlagen und Aufarbeitung der Fassade für 3 Millionen Euro in den Jahren 2022/2024.
Im Laufe der 300-jährigen Geschichte des Coffe Baums waren zahlreiche prominente Persönlichkeiten zu Gast:
- August der Starke
- Georg Ph. Telemann
- Johann S. Bach
- Johann C. Gottsched
- Christian F. Gellert
- Gotthold E. Lessing
- Johann W. Goethe
- Napoleon Bonaparte
- E. T. A. Hoffmann
- Robert Schumann
- Franz Liszt
- Richard Wagner
- August Bebel
- Edvard Grieg
- Max Klinger
- Gustav Mahler
- Paul Lincke
- Franz Lehár
- Hans Albers
- Georg Mayer
- Heinrich George
- Max Schwimmer
- Günther Ramin
- Erich Kästner
- Heinz Rühmann
- Johannes Heesters
- Kurt Masur
- Udo Jürgens
- Horst Köhler
- Gerhard Schröder
- Liza Minnelli
- Bill Clinton
- Otto Waalkes

## Architektur
Das Gebäude präsentiert sich zur Straße mit einer viergeschossigen Front mit sieben Fensterachsen. Die Fenster haben Renaissancegewände. Über einer flachen Mittellisene erhebt sich auf dem Satteldach ein Zwerchhaus mit Dreiecksgiebel, flankiert von zwei Gauben mit Bogendach. Die Mittelachse trägt barocken Schmuck in Form von Fensterbedachungen über Ornamenten und eine szenische Plastik.

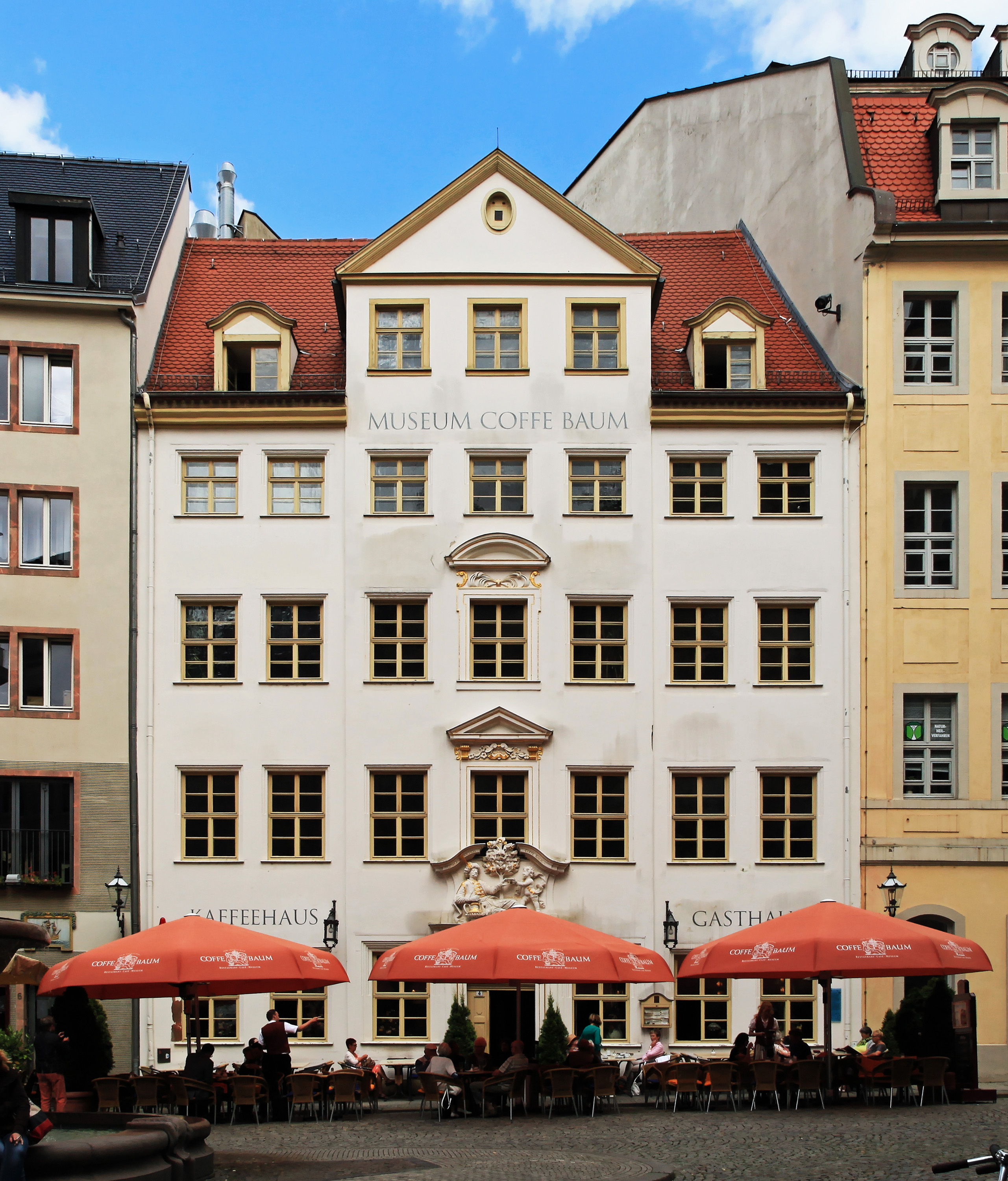
Der Coffe Baum (2015)
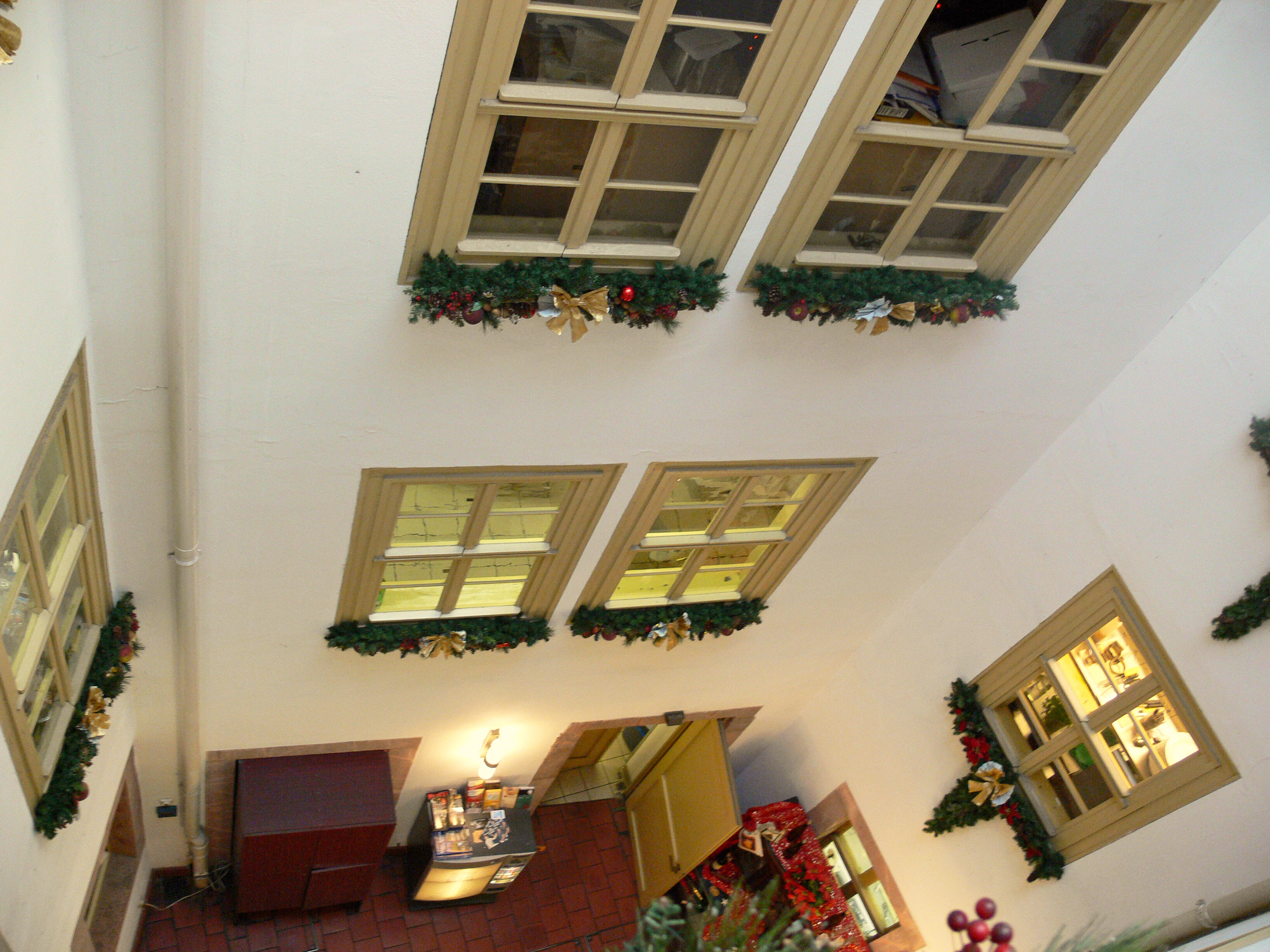
Der Innenhof (2007)

Dieses Portalrelief, früher farbig gefasst, zeigt einen Orientalen, der einem Putto eine Schale Kaffee reicht. Das Hauszeichen symbolisiert so die Geschichte des Kaffees als Kulturgeschenk des Orients an den Okzident. Ein blühender Kaffeebaum sprengt die Bedachung, in der der Name des Cafés steht. Eine Inschrift lautet Johan Lehmann | 1719. Als Bildhauer wird der Permoser-Schüler Johann Benjamin Thomae (1682–1751) vermutet. Da weder Auftraggeber noch Rechnungsempfänger festgestellt werden konnten, hält sich hartnäckig die Legende, August der Starke (1670–1733) habe ein amouröses Abenteuer mit der Frau Wirtin gehabt und als Dank diese prächtige Plastik gestiftet.
Die Gesamtanlage besitzt vier Flügel auf einem trapezförmigen Grundstück von etwa 300 m² um einen kleinen, glasüberdachten Innenhof. Die Seiten- und das Hintergebäude sind in Fachwerk ausgeführt, das bei der letzten Sanierung erhalten werden konnte.

## Nutzung
Die Gastronomie belegt im Coffe Baum das Erdgeschoss und das erste Obergeschoss. Im Erdgeschoss befindet sich der Kaisersaal.Die Namensgebung geht vermutlich auf Napoleon Bonaparte zurück. In den 1920er Jahren war hier der Treffpunkt des Literaten- und Künstlerstammtischs „Die Eierkiste“.
Im Erdgeschoss ist auch das Schumann-Zimmer. Zum Kreis, der sich um Robert Schumann versammelte, gehörten zu Jahresbeginn 1844 u. a. der Konservatoriumslehrer Ernst Ferdinand Wenzel, der Musikalienhändler Carl Friedrich Whistling, der Mediziner Moritz Emil Reuter, der Jurist Dr. Hermann G. Schlesinger, der Diakon Wilhelm Adolph Lampadius sowie die Schriftsteller Theodor Oelckers, Adolf Böttger, Johann Peter Lyser, Karl Tropus und Ernst Willkomm.
Das Restaurant Lusatia im ersten Stock war im 19. Jahrhundert das Domizil der gleichnamigen Studentenverbindung. In der ersten Etage wurde 1878 das „Leipziger Künstler-Café“ gegründet, das ab 1982 der monatliche Treffpunkt des „Literaturzentrums Leipzig“ war.

### Museum Zum Arabischen Coffe Baum

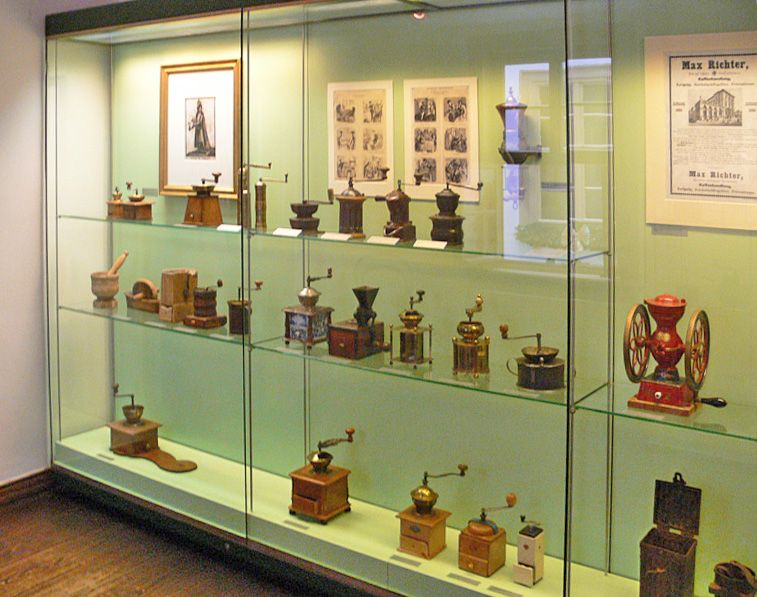
Im Museum Zum Arabischen Coffe Baum (2007)

Das Museum als Einrichtung des Stadtgeschichtlichen Museums Leipzig präsentiert in 16 Räumen des zweiten und dritten Obergeschosses Exponate aus 300 Jahren sächsischer Kaffeekulturgeschichte, z. B. Kaffeemühlen, Meißener Kaffeeporzellan, Kaffeetassen, Röstgeräte und Kaffeezubereitungsgefäße, ergänzt durch Ton- und Filmdokumente sowie Vergangenes und Gegenwärtiges rund um den Kaffee als Genuss und Klischee, als Kolonialgut, als brisante Mangelware in der DDR und als globales Handelsgut. Während der Renovierung ab Ende 2018 war auch das Museum geschlossen, am 1. Juli 2025 wurde es konzeptionell überarbeitet wieder eröffnet.